# Bahnbetriebswerk Nürnberg West

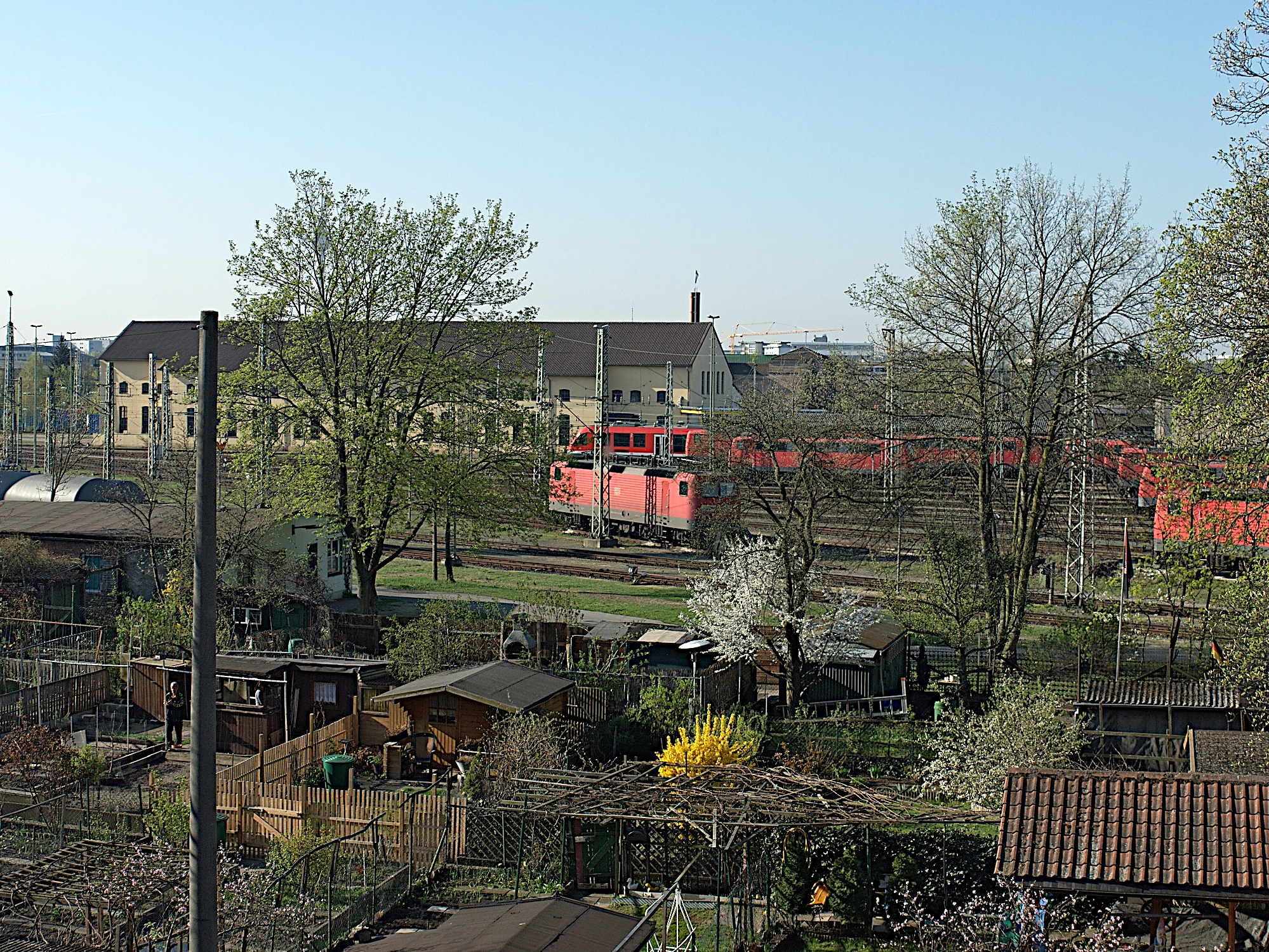
Blick auf das Bahnbetriebswerk Nürnberg West (2009)

Das Bahnbetriebswerk Nürnberg West (kurz Bw Nürnberg West, früher Bw Nürnberg Hbf bzw. Bw Nürnberg 1, heute auch Regio-Werkstatt Nürnberg) ist ein Bahnbetriebswerk der DB Regio AG im Westen der Stadt Nürnberg.

## Lage
Das Bahnbetriebswerk befindet sich im Stadtteil Gostenhof, Bezirk Bärenschanze, an der Austraße. Es liegt nördlich der Bahnstrecke Nürnberg–Bamberg und erstreckt sich etwa zwischen dem Haltepunkt Rothenburger Straße und dem stillgelegten Haltepunkt Neusündersbühl.

## Geschichte

### Ehemaliges Ausbesserungswerk
Im Rahmen des Ausbaus Nürnbergs zum nordbayerischen Verkehrsknotenpunkt wurde für Nürnberg Centralbahnhof (heute Nürnberg Hbf) ab 1869 zwischen der Staatsbahnstrecke Nürnberg-Fürth und der Austraße die „Betriebswerkstätte Nürnberg Centralbahnhof“ (kurz „Centralwerkstätte“) errichtet. Bereits 1870 erfolgte eine Teilinbetriebnahme, 1875 die Fertigstellung. Die reinen Baukosten beliefen sich auf rund vier Millionen Mark. In der Anfangszeit arbeiteten rund 900 Mitarbeiter auf dem rund 11 Hektar großen Gelände. Ihre Aufgabe war die Instandhaltung von jährlich 160 Lokomotiven, 910 Personen- und 2.100 Güterwagen. Auf dem Areal befanden sich mehrere Lokomotivhallen mit insgesamt 52 Ständen, eine Wagenmontierung mit 48 Ständen, eine Kesselschmiede, eine Loklackiererei, eine Lackierhalle für Personen- und Güterwagen, eine Schmiede mit drei Dampfhämmern, eine Schreinerei, eine Gießerei und vier Magazine. Die Energie für die Dampfhämmer und die Gebäudeheizung lieferten zwölf Kessel mit einer Heizfläche von 610 Quadratmetern. Zu Beginn des 20. Jahrhunderts gelangte das Ausbesserungswerk an seine Kapazitätsgrenze. Erst durch die Eröffnung eines neuen Ausbesserungswerks im Stadtteil Hasenbuck (nahe dem Rangierbahnhof) im Jahr 1912 ergab sich eine gewisse Entspannung, da die Aufgaben teilweise dorthin abgegeben werden konnten. Im Jahr 1952 wurde das Ausbesserungswerk in Gostenhof zugunsten des Standorts im Stadtteil Hasenbuck von der Deutschen Bundesbahn gänzlich aufgelöst.
Das zunächst brach liegende Gelände wurde von 1968 bis 2009 als Containerbahnhof genutzt. Nach dessen Verlegung an den Kanalhafen wurde auf dem 130.000 Quadratmeter großen Areal die Regio-Werkstatt Nürnberg erbaut. Die modernen Werkstattanlagen waren notwendig geworden, um die Wartung der neuen S-Bahn-Triebzüge des Typs Bombardier Talent 2 sicherzustellen. Der erste Bauabschnitt, eine achtgleisige Werkstatthalle, wurde innerhalb 16 Monaten erstellt und ging Ende 2011 in Betrieb. Der zweite Bauabschnitt komplettierte die Anlage 2013 mit Einrichtungen zur Innen- und Außenreinigung von Zügen, einem Unterflurwaschplatz und einer Unterflur-Radsatz-Drehmaschine (URD). Die Investitionssumme von 66 Millionen Euro wurde zu einem Drittel durch Fördermittel des Freistaats Bayern aufgebracht.

### Ehemaliges Betriebswerk
Auf dem Gelände der Centralwerkstätte war außerdem die „Maschinentechnische Abteilung III“ ansässig. Deren Anlage westlich des ehemaligen Ausbesserungswerks umfasste zwei Ringlokschuppen mit je 29 Ständen und je einer 12-Meter-Drehscheibe. Die Einrichtung war für die Wartung und Reparatur von ca. 115 Rangier-, Güterzug- und Lokalbahnlokomotiven zuständig. Im Jahr 1902 wurde eine Neuordnung des Bahnbetriebs in Nürnberg geplant, die eine Reduzierung der vier Werkstattstandorte rund um den Nürnberger Hauptbahnhof zum Ziel hatte. Der Bau des neuen Hauptbahnhofs ab 1903 bot hierfür eine gute Gelegenheit. Die Abteilung III an der Austraße wurde im Zuge dessen ausgebaut, die Drehscheiben auf einen Durchmesser von 18 Metern vergrößert. Für die Befeuerung der Dampfloks diente ein großer Kohlevorrat. Ebenso verfügte die Werkstatt über einen eigenen Brunnen. Dafür wurden anderswo die nunmehr überflüssigen Anlagen der Abteilungen I und II abgerissen. Die Abteilung III wurde in Bw Nürnberg Hbf umbenannt. Das Bahnbetriebswerk blieb das zentrale Bahnbetriebswerk für die Nürnberger Personenlokomotiven. 1929 um die ersten Hallen für Triebwagen erweitert, erreichte das Bahnbetriebswerk im Jahr 1934 seine größte Ausdehnung, nachdem die Hallen für Elektrolokomotiven und Elektrotriebwagen in Betrieb genommen worden waren. 1936 wurde zwischen beiden Ringschuppen noch ein Heizwerk errichtet.
Bei den Luftangriffen auf Nürnberg während des Zweiten Weltkriegs wurde das Bw Nürnberg Hbf 1945 stark beschädigt. Der rechte Ringschuppen wurde dabei zerstört; die Reste wurde abgerissen, Gleise und Drehscheibe aber bis Oktober 1977 als Freistand weitergenutzt. Ende der 1970er Jahre wurden die Gleise auf dem Areal des rechten Ringschuppens entfernt und die Grube der Drehscheibe mit Schutt aufgefüllt. Der linke Ringschuppen blieb erhalten und erhielt ein höheres Dach. Bereits 1972 endete die Dampflok-Ära im Bw Nürnberg Hbf. Es behielt jedoch bis 2013 seine Aufgabe als Heimatdienststelle für die Elektrolokomotiven und Elektrotriebwagen sowie für Diesellokomotiven und Dieseltriebwagen im Reisezugdienst. Die Organisationsreform der Deutschen Bundesbahn im technischen Bereich nannte nun alle elektro- und maschinentechnischen Dienststellen einheitlich „Betriebswerke“ (Bw) und nummerierte die Betriebswerke an einem Ort einfach durch. Das vormalige Bw Nürnberg Hbf als das bedeutendste Bahnbetriebswerk der Stadt wurde seit 1. September 1980 als Bw Nürnberg 1 geführt. Das Werk Bw Nürnberg Hbf hatte 1967 Außenstellen (so genannte „Lokstationen“) in Gräfenberg, Greding und Spalt.

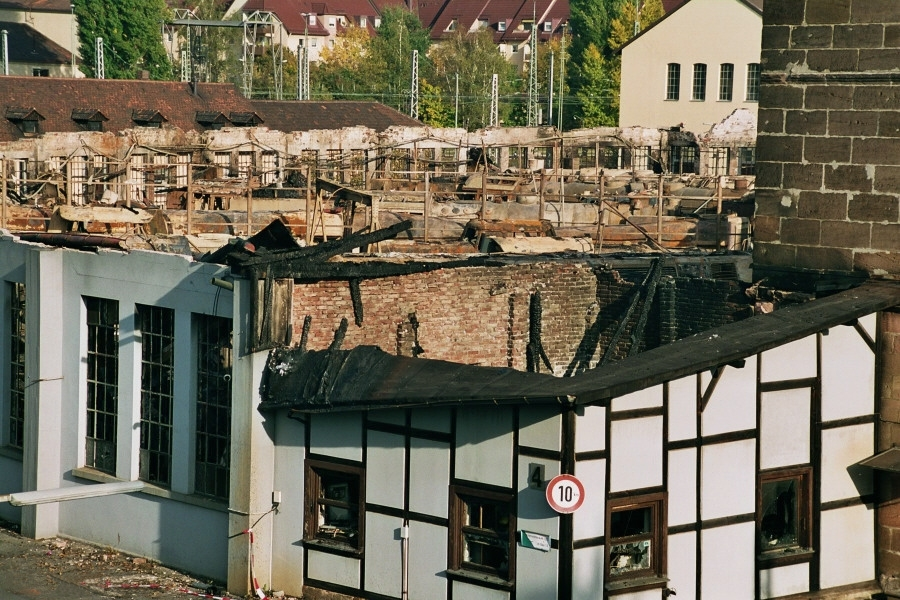
Reste des Ringlokschuppens nach dem Großbrand von Oktober 2005

Mit der Bahnreform vom 1. Januar 1994 wurde das Werk als Bw Nürnberg West der DB Regio AG zugeordnet. Der linke, noch vorhandene Ringschuppen wurde fortan als Depot für das DB Museum Nürnberg genutzt. Bei einem Großbrand am 17. Oktober 2005 wurde dieser allerdings zerstört; außerdem wurden 19 historischen Lokomotiven und Triebwagen zerstört oder beschädigt. Die Reste des Lokschuppens wurden im Juni 2006 abgetragen. Das Bahnbetriebswerk wurde 2011 und 2013 in zwei Stufen durch die neue Regio-Werkstatt auf dem Gelände des ehemaligen Ausbesserungswerks ersetzt.

## Beschreibung
Die neue Regio-Werkstatt auf dem Gelände des Bw Nürnberg West umfasst eine 12.000 Quadratmeter große, achtgleisige Werkstatthalle mit Gleislängen zwischen 56 und 163 Metern. Direkt angrenzend wurden ein Betriebsgebäude mit Nebenwerkstätten, Lager, Verwaltung und Leitstelle sowie eine eingehauste Außenreinigungsanlage erbaut. Die Infrastruktur des Standorts wird durch eine sechsgleisige Innenreinigungsanlage für bis zu 180 Meter lange Züge, eine Halle mit Unterflurwaschstand sowie eine Halle für die Unterflur-Radsatz-Drehmaschine (URD) ergänzt. Ein eigenes elektronisches Stellwerk regelt die Rangierfahrten auf dem Gelände. In der Regio-Werkstatt sind rund 200 Mitarbeiter beschäftigt. Anstelle des alten Heizwerks wird die neue Werkstatt mit Fernwärme versorgt. Die Gesamtfläche inklusive der umfangreichen Gleisanlagen beträgt rund 130.000 Quadratmeter.
Der neue Werkstattstandort ersetzt die alten Betriebswerke der DB Regio AG in Gostenhof (siehe oben) und Dürrenhof. Heute werden dort alle Züge der S-Bahn Nürnberg gewartet. Außerdem hält die Werkstatt weitere Züge der DB Regio AG instand: die E-Lok und Doppelstockwagen für den München-Nürnberg-Express, die elektrischen Triebzüge des Franken-Thüringen-Express und die Dieseltriebzüge der Mittelfrankenbahn.
Das ehemalige Betriebswerk westlich der heutigen Regio-Werkstatt wurde nach deren vollständiger Inbetriebnahme im Jahr 2013 stillgelegt und liegt heute brach. Das Betriebswerk in Nürnberg-Dürrenhof, welches für die Instandhaltung von Reisezugwagen betrieben wurde, wird heute von der DB Fahrzeuginstandhaltung GmbH für die Durchführung von Refurbishmentprojekten genutzt.

## Fahrzeuge
Der dem Betriebswerk zugeteilte und zu DB Regio Franken gehörende Fahrzeugpark umfasst insgesamt 62 Lokomotiven der Baureihen 111, 143, 146.2 und 214, 64 elektrische Triebzüge der Baureihe 442 und 27 der Baureihe 1440 für die S-Bahn Nürnberg und den Franken-Thüringen-Express sowie 40 Dieseltriebwagen der Baureihen 622, 642 und 648 der dritten Bauserie. Die Dieseltriebwagen der Baureihe 610 wurden nach 20 Jahren im Jahr 2011 zum Betriebswerk Hof umbeheimatet und Ende 2014 ausgemustert.
Neben der Untersuchung und Wartung der eigenen Fahrzeuge werden diese Aufgaben auch an den Baureihen 101 von DB Fernverkehr, 152, 182, 185 von DB Cargo sowie an Fahrzeugen anderer Halter ausgeführt.